# Isla Pequeña Guerra
Isla Pequeña Guerra (en serbio: Мало Ратно Острво; Malo Ratno Ostrvo) es una isla fluvial que pertenece al país europeo de Serbia, situada en la desembocadura del río Sava en el Danubio. Es parte propiamente de Belgrado, la capital de Serbia, y pertenece administrativamente al municipio de Zemun.
La isla era mucho mayor antes de la Segunda Guerra Mundial. Cuando la construcción de Novi Beograd se inició en 1948, mucha de la arena de la isla fue trasladada al continente por grandes cintas transportadoras que se utilizaron para cubrir el pantano en el que la nueva ciudad se iba a construir.
Lo que queda de la isla es básicamente una delgada franja de tierra, de menos de 300 metros de largo y 60 metros de ancho. La isla está completamente cubierta por la vegetación (árboles como el álamo) y es de difícil acceso para los visitantes.